# プレウロセラス・ソラレ
プレウロセラス・ソラレ（学名 : Pleuroceras solare）は、前期ジュラ紀後期プリンスバッキアン（189.6～183万年前）に生息していたアンモナイトの一種。この種は、動きの速い浮遊する肉食動物であった。

## 亜種
- Pleuroceras solare solitarium Simpson, 1855
- Pleuroceras solare trapezoidiformis Maubeuge, 1951

## 分布
この種の化石はアルジェリア、オーストリア、フランス、ドイツ、スペインのジュラ紀の地層で発見されている。